# 阿拉伯人名
阿拉伯人名有着庞大的命名体系，許多阿拉伯人的名字并不单单只是「名－中间名－姓氏」，而是一長串的名字組合。
這種命名系統源自阿拉伯半岛，并跟隨著伊斯蘭教的傳播而為世界各地的穆斯林所接收，但非阿拉伯族裔的穆斯林并不是全盤接受這種阿拉伯人名命名系統，僅是取其中的几个部分，如果因为一個人的名字当中包含有阿拉伯语名字而判斷名字的主人是阿拉伯人的話，可能就會出現失礼的場面。

## 結構
现代阿拉伯人名可以包括本名、父名、祖父名、昵称、族名（姓氏）等多节。一般来说，共有两种最常见的组成形式：
- 个人名 + 父名 + 祖父名。例如：艾哈迈德·侯赛因·穆罕默德（Ahmad Hussein Muhammad）；穆罕默德·本·萨勒曼·本·阿明（محمد بن سلمان بن امین，Muhammad bin Salman bin Amin）。
- 个人名 + 父名 + 族名。例如：法赫德·阿卜杜勒-阿齐兹·沙马里（فهد عبدالعزيز الشمري，Fahd Abdulaziz al-Shammari）；艾哈迈德·侯赛因·马斯里（احمد حسين المصري；Ahmad Hussein el-Misri）。

除此之外，还可能额外包括：
- 祖先名，可以作为显赫的家族或王朝名：例如阿勒沙特（ﺁل سعود）、阿勒谢赫（آل الشيخ）。例如，沙特阿拉伯第二代国王沙特·本·阿卜杜勒-阿齐兹·阿勒沙特（سعود بن عبد العزيز آل سعود，Saud bin Abdulaziz Al Saud）
- 以子嗣名作为昵称：例如阿布穆斯塔法（أبو مصطفى，Abu Mustafa，“穆斯塔法之父”）、乌姆穆斯塔法（أم مصطفى，Umm Mustafa，“穆斯塔法之母”）。

综上所述，一个阿拉伯人名除了以上述两种形式出现，还可能的组合形式有：
- 艾哈迈德·侯赛因（Ahmad Hussein）：本名 + 父名
- 艾哈迈德·本·侯赛因（Ahmad bin Hussein）：本名 + 父名
- 艾哈迈德·侯赛因·穆罕默德（Ahmad Hussein Muhammad）：本名 + 父名 + 祖父名
- 艾哈迈德·本·侯赛因·本·穆罕默德（Ahmad bin Hussein bin Muhammad）：本名 + 父名 + 祖父名
- 艾哈迈德·本·侯赛因·本·穆罕默德·阿勒沙特（Ahmad bin Hussein bin Muhammad Al Saud）：本名 + 父名 + 祖父名 + 祖先名
- 艾哈迈德·侯赛因·巴格达迪（Ahmad Hussein al-Baghdadi）：本名 + 父名 + 族名（姓氏）
- 阿布穆斯塔法·艾哈迈德·侯赛因（Abu Mustafa Ahmad Hussein）：昵称（子嗣名） + 本名 + 父名 + 祖父名

下面分别介绍阿拉伯人名的各节。

### 本名
本名（；Ism）是阿拉伯人名最主要的部分，代表的是“他或她本人的名字”，多数的阿拉伯本名是带有正面意義的阿拉伯语詞彙，不少来自伊斯兰教经典，部分本名也可能是日常語言中經常用到的形容詞和名詞，阿拉伯報刊有時會為了盡量避免產生混淆而为這類本名加置括號或引號。一般而言，从上下文和語法結構上已经可以推斷该詞是如何使用的，但對阿拉伯语的初學者而言，这有相当難度。
- 阿拉伯穆斯林：阿拉伯穆斯林最常見的一种命名格式是結合（Abd）和真主的九十九個尊名而成，在阿拉伯语中指的是“僕人、侍奉者”的意思，結合真主的九十九個尊名后就是代表“神的僕人、真主的侍奉者”的含義，如阿卜杜拉（Abdullah）。（Abd）的女性形式是（Amat），所以“神的女僕人、真主的女侍奉者”就是阿玛图拉（Amatullah）[1][3]。
- 阿拉伯基督徒：在某種程度上，多數阿拉伯基督徒的本名是很難与阿拉伯穆斯林區分的，但是他们很少或從來不使用如穆罕默德（Muḥammad）等与伊斯蘭教有深遠渊源的名字。他们通常使用阿拉伯语版本的基督教名，或源自希臘語、亞美尼亞語、或亞述／阿拉姆語的名字。在地中海東部，改編自法語和希臘語的名字也是常見的選擇，在摩洛哥，由西班牙語变化的名字也在較小程度上使用。像贊揚耶稣、瑪利亞之類的名字則可以說是阿拉伯基督徒專屬的。而（‘Abdullah）上帝仆人或（Amatullah）在阿拉伯基督徒社群也是很常見的名字。

除了以（Abd）开头的人名外，常见本名还可能使用的后缀（al-din / ad-din / el-din / eddin / uddin），意为“宗教”。例如（Aladdin，阿拉丁）、（Noor-al-din / Nooreddin，努尔丁）、（Salah ad-Din / Saladdin，萨拉丁）。后缀-allah（安拉）也很常见，如（Habiballah / Habib-allah，哈比布拉）。

### 父名
父名（；Nasab）指的是在名字中“冠上父亲的名字”。在沙特阿拉伯和海湾国家，父名经常以（伊本；ibn）或（本；bin）的詞綴方式出现在男性的名字当中，代表的是“某某之子”，以（bint，宾特）的詞綴方式出现在女性的名字当中，代表的意思是“某某之女”。例如（伊本·赫勒敦；Ibn Khaldun）就是指“赫勒敦之子”。在阿拉伯人名中，這种方式可以上溯多代，理論上可一直追溯至人祖亞當，但一般止於曾祖父。这种命名方式是古代阿拉伯部落的重要社會基礎，目的是为了鑑定個人在社會和政治上的互動關係，在現代阿拉伯社会中，人们在正常的交談中会选擇忽略這個部分，僅使用本名互相称呼。

### 族名
族名（；Nisba）是用来“描述個人所屬的祖籍、職業或血緣关系”，它可以由家族或宗族中的几代人所傳承，例如（埃及人；al-Miṣrī）是在阿拉伯人名中常见的族名，然而传承这个族名的家族可能已经在埃及以外居住了无数代，所以这个族名的定義其实更類似于中文的姓氏。
这一节也可以视为“祖先名”，用法是以一位著名的祖先，加上特别的（Āl）前缀（这个前缀和一般的族名前缀不同，易于混淆），例如沙特家族成员的人名中，会加入（阿勒沙特）。
族名的前缀（al-）是冠词，中文音译时，约定俗成不予翻译。但是需要注意的是，如果族名是以“祖先名”用法出现，那么前缀应是（Āl），这时应该予以音译为“阿勒”。

### 暱稱和别号
暱稱（；Kunya）是指“冠上儿子的名字来替代本名”，例如（‘Abū Karim）是指“卡里姆之父”，（Umm Karim）是指“卡里姆之母”，它會冠上家族中第一個男孩的名字，但并不会用来取代本名。例如现任巴勒斯坦民族权力机构主席马哈茂德·阿巴斯，在中東地區以其暱稱（阿布·马赞；‘Abū Mazem）更加为人所熟悉。
別號（；Laqab）是用来“描述個人外表或品行上的特徵”，例如（哈伦·拉希德；Hārūn al-Rashīd）的名字中，的意思是指“正義”或“正确的指引”。别号的前缀也可以是‘Abū，例如Abu al-Fadl（阿布-法德勒），字面意思为“恩典之父”。

## 家庭关系
传统上，阿拉伯女子婚后并不改姓。现代有女子从夫姓的情况。此外，还可以在丈夫的姓名前加上前缀Haram，Hurma或Hurmat，意为“某某之妻”。
在家庭内部，以Abu-*（某某之父）、Umm-*（某某之母）称呼某人的情况是很常见的。

## 现代和区域的变化
- 现代沙特阿拉伯、科威特、伊拉克、约旦和也门人的姓名结构趋于固定，强调族名的使用，如[2]：

穆罕默德·哈菲兹·艾哈迈德·沙马里（Muhammad Hafiz Ahmad al-Shammari）；
- 现代埃及、黎巴嫩和苏丹人的姓名比较随意，不一定包含族名，有可能包含祖父名[2]。
- 现代北非人，如阿尔及利亚和摩洛哥的姓名结构一般很简单，只有两节，即本名 + 族名[2]。
- 在部分地区，詞綴ibn、bin和binti只有政府官员使用，另有一部分地区则已废除使用詞綴的习惯。在毛里塔尼亚，当地人则习惯使用源自方言的詞綴（ould，乌尔德）。北非国家的昵称前缀也写作Bu / Bou[2]。
- 在马格里布，当地人的名字受到柏柏尔语、法语、意大利语和西班牙语的影响。叙利亚接受过土耳其文化的影响，在命名上有使用土耳其语或库尔德语名字的习惯。黎巴嫩有许多的人名是源自希伯来语、亚拉姆语、土耳其语和法语。伊拉克有小部分的人使用源自波斯语、土耳其语和库尔德语的名字。
- 中国境内的穆斯林民族姓名文化受伊斯兰教影响，含有阿拉伯因素，使用经名取名是普遍的习俗。回族、东乡族姓名接近于汉名。维吾尔族、哈萨克族等穆斯林民族则有与汉族完全不同的命名体系。中文在翻译维吾尔族人名时，通常使用维吾尔语译音，如玉素甫、买买提、依不拉引等。
- 关于阿拉伯姓名部分元素的西文写法：

1. 常见的阿拉伯人名的西文写法，是以英语拼法最常见的。这种拼法一般针对西亚的阿拉伯国家，或是埃及、利比亚。而黎巴嫩、摩洛哥、阿尔及利亚、突尼斯等有法国殖民背景的阿拉伯国家，则大多遵循法语正字法拼写。例如，穆斯塔法·阿明·本·侯赛因的英语拼法是Mustafa Amin bin Hussein，对应的法语拼法就可能是Moustapha Amine Ben Houssein。
2. 父名前缀的西文写法一般是“bin”或者“ibn”，但在黎巴嫩、阿尔及利亚、突尼斯和摩洛哥等有法国殖民背景的国家，一般会写为“Ben”；甚至会和后续部分连写，作为姓氏使用，如Bennacer（本纳赛尔）。
3. 族名的冠词前缀：西文中，会以al-和Al区别族名的冠词前缀和家族祖先名前缀，不应混淆，例如al-Masri；Al Saud。
4. 北非人，如埃及、摩洛哥的族名冠词前缀，在西文中常写作el-；北非前法国殖民地国家的冠词前缀有时会和后续部分连写。
5. 族名的冠词前缀（al-）和后续部分拼读时会发生变音。在西文环境下，有可能会出现Ar-、As-、An-、Es-、En-等写法，也有可能保留Al-的形式。例如人名（ʿAbd ar-Raḥman），al-前缀变音为ar-，西文写作Abdurrahman、Abd ar-Rahman、Abdul Rahman，汉译依照《世界人名翻译大辞典》为“阿卜杜勒-拉赫曼”，实际上并无“勒”音，因此也有译法为“阿卜杜拉赫曼”。